# Parròquia de Dauksti
La Parròquia de Dauksti (en letó: Daukstu pagasts) és una unitat administrativa del municipi de Gulbene, Letònia. Abans de la reforma territorial administrativa de l'any 2009 pertanyia al raion de Gulbenes.

## Pobles, viles i assentaments
- Stari (centre parroquial)
- Briči
- Daukstes
- Elstes
- Krapa
- Lejasandži
- Līves
- Ploskupi
- Šļaukas

## Hidrologia

### Rius
- Audīle
- Krustalīce
- Liede
- Nidrīte
- Olene
- Pededze

### Llacs i embassaments
- Llac Ushurs